# Club Deportivo San Roque
El Club Deportivo San Roque es un club de fútbol establecido en la localidad de San Roque (Cádiz) España. Actualmente juega en la Segunda División Andaluza.
Fue fundado en 1966 por jugadores de un equipo juvenil local, el Imperio Sanroqueño.
El campo habitual del San Roque es el Estadio Municipal Manolo Mesa, recinto deportivo de fútbol y atletismo situado en la Calle de la Ermita, en el sector oeste de la ciudad.
Desde el año 2006 hasta el 2010, durante las obras de remodelación del Estadio Manolo Mesa, el campo local del club fue el Polideportivo Los Olivillos, un campo de césped artificial situadio en el barrio homónimo al norte del casco urbano. En la actualidad, este estadio sirve como campo de entrenamiento para las categorías de fútbol base de San Roque. Desde el 18 de diciembre de 2011, este polideportivo tiene el nombre oficial de "Campo Municipal Vicente Blanca", en honor del fundador del club de fútbol juvenil "Naranjito 82".
En 2016 se conmemoró el 50 aniversario del equipo. Entre las celebraciones destacó un partido contra la selección de fútbol de Gibraltar, además, la cabalgata y coronación de la Feria Real de San Roque estuvieron dedicadas al aniversario del club.
Un año más tarde, en la temporada 2016-17 el equipo desciende, siendo el último clasificado de la liga.
Además de su equipo de fútbol para competiciones oficiales, el club también dispone de múltiples categorías de fútbol base, desde prebenjamín hasta juvenil.

## Temporadas
| Temporada     | División            | Posición |
| ------------- | ------------------- | -------- |
| 66-67 a 99-00 | Regional            | —        |
| 2000/01       | Regional Preferente | 13.º     |
| 2001/02       | Regional Preferente | 6.º      |
| 2002/03       | Regional Preferente | 12.º     |
| 2003/04       | Regional Preferente | 11.º     |
| 2004/05       | Regional Preferente | 13.º     |
| 2005/06       | Primera Provincial  | 8.º      |
| 2006/07       | Primera Provincial  | 3.º      |
| 2007/08       | Regional Preferente | 8.º      |
| 2008/09       | Regional Preferente | 3.º      |
| 2009/10       | Primera Andaluza    | 13.º     |
| 2010/11       | Primera Andaluza    | 1.º      |
| 2011/12       | 3.ª                 | 14.º     |
| 2012/13       | 3.ª                 | 8.º      |
| 2013/14       | 3.ª                 | 14.º     |
| 2014/15       | 3.ª                 | 12.º     |
| 2015/16       | 3.ª                 | 14.º     |
| 2016/17       | 3.ª                 | 20.º     |
| 2017/18       | División de Honor   | 8.º      |
| 2018/19       | División de Honor   | 13.º     |
| 2019/20       | División de Honor   | 8.º      |
| 2020/21       | División de Honor   | 10.º     |
| 2021/22       | Primera Andaluza    |          |
| 2022/23       | Segunda Andaluza    | 4.º      |
| 2023/24       | Primera Andaluza    | 16.º     |
| 2024/25       | Segunda Andaluza    | 9.º      |
| 2025/26       | Segunda Andaluza    |          |

## Datos del club
- Temporadas en 1.ª: 0
- Temporadas en 2.ª: 0
- Temporadas en 2.ªB: 0
- Temporadas en 3.ª:  6
  - Mejor puesto: 8.º (Temporada 2012-13 (Gr. X))
  - Peor puesto: 20.º (Temporada 2016-17 (Gr. X))
- Equipo filial: Atlético San Roque
- Mayor goleada conseguida:
  - En campeonatos regionales:
  - En Tercera División (Casa):
  - En Tercera División (Fuera):
- Máximo goleador:
- Portero menos goleado:
- Más partidos disputados:
- Jugadores importantes:
- Entrenadores importantes:

## Palmarés
- Campeón Primera División Andaluza grupo I, temporada 2010-11.

### Trofeos Amistosos
- Trofeo de la Feria Real de San Roque (2): 2015,[8] 2019.[9]